# Bèlgida
Bèlgida település Spanyolországban, Valencia tartományban. Bèlgida Muro de Alcoy községgel határos. Lakosainak száma 640 fő (2024).

## Népesség
A település népessége az utóbbi években az alábbiak szerint változott:
| Lakosok száma | 707  | 719  | 701  | 716  | 721  | 694  | 690  | 673  | 639  | 640  |
|               | 2001 | 2004 | 2007 | 2009 | 2012 | 2014 | 2017 | 2019 | 2022 | 2024 |